# Dmitrij Senjavin
Dmitrij Nikolajevič Senjavin (rusko Дми́трий Никола́евич Сеня́вин), ruski mornariški častnik. * 17. avgust 1763, Borovsk, † 17. april 1831, Sankt Peterburg. 
Bil en največjih pomorščakov iz časa Napoleonskih vojn in admiral Ruske imperialne mornarice.

## Življenjepis
Senjavin je bil rojen na posestvu svoje družine Komljevo v bližini Borovska. Pripradal je plemiški družini s tradicijo služenja v vojni mornarici. Tudi sam se je pridružil Ruski imperialni mornarici, leta 1780 diplomiral pri Mornariškem kadetnem korpusu v Sankt Peterburgu in bil nameščen na ladjo Knjaz Vladimir. Nato se je pridružil Črnomorski floti, ko je bila ta ustanovljena leta 1783. Sprva je pomagal pri gradnji mornariškega oporišča Sevastopol in služil na korveti Hotin, leta 1786 pa je postal kapitan paketne ladje Karabut nato pa je zaradi dobrega porekla hitro napredoval. Njegove odločna dejanja so preprečila zavzem poveljniške ladje med odpravo v Varno in nato mu je knez Grigorij Potemkin zaupal transport diplomatske pošte do ruskega veleposlaništva v Carigradu s Karabutom.
Leta 1787 se je začela rusko-turška vojna (1787-1792) in Senjavin se je bojev udeležil pri pristanišču Očakov in otoku Zmejini. Po zmagi pri Očakovu je decembra istega leta prejel red sv. Jurija 4. razreda in bil poslan v Sankt Peterburg o zmagi osebno poročati carici Katarini II. Bil je znan po zelo nespoštljivem odnosu do poveljnika Črnomorske flote Fjodorja Ušakova.
V drugem delu vojne je dobil čin kapitana 2. stopnje in postal pribočnik kneza Grigorija Potemkina. Nato je poveljeval ladji Polock in uničil 13 turških transportnih ladij. 11. avgusta 1791 se je kot poveljnik linijske ladje Navarhija odlikoval v spopadu s turško vojno mornarico pri rtu Kaliakrija (današnja Bolgarija). Ruska flota pod poveljstvom kontraadmirala Ušakova je štela 15 bojnih ladij, dve fregati in 19 manjših ladij (990 topov), skupna turško-alžirska flota pa 18 bojnih ladij, 17 fregat (1500–1600 topov) in večje število manjših ladij. Ušakov je v bitki uporabil inovativen manever, v katerem ladij ni razvrstil v eno, ampak v tri vrste, ki so bile obrnjene od turških ladij proti vetru. To taktiko je pozneje uporabil tudi admiral Horatio Nelson v bitkama pri Nilu (1798) in Trafalgarju (1805). 
Pozneje je poveljeval ladjam Mučenik Leontij, Sveti Vladimir, Sveti Aleksander Nevski in Sveti Pjotr. Slednja je bila bojna ladja z 72 topovi, ki ji je kapitan 1. stopnje Senjavin poveljeval v času Napoleonskih vojn. 2. novembra 1798 je uspešno zavzel trdnjavo sv. Mavra (otok Lefkada), 20. februarja 1799 pa je sodeloval pri rusko-turškemu obleganju Korfuja pod poveljstvom admirala Ušakova.
Po vojni je leta 1800 postal poveljnik pristanišča Herson, tri leta pozneje pa poveljnik pristanišča Sevastopol. Med letoma 1804 in 1805 je bil poveljnik flotilje v Revlu.
Leta 1805 postane viceadmiral. Istega leta je bil v sklopu Druge arhipelaške odprave poslan v Sredozemsko morje, kjer se je spopadal s francoskimi silami v Ilirskih provincah. Leta 1806 prispe na otok Korfu, kjer je bila njegova glavna naloga ohraniti osvobojene Jonske otoke kot oporišče Ruske imperialne mornarice in izničiti grožnjo, da Napoleon I. zajame grško vojsko. 14. marca 1806 je napadel trdnjavo v Boki Kotorski, poleti istega leta neuspešno poskušal zavzeti Dubrovnik, vendar 19. septembra zavzel Herceg Novi.
Pozneje je vzpostavil blokado Dardanel in Carigrada, nato pa se je, potem ko je britanski admiral John Duckworth zavrnil zavezništvo, sam spopadel s Turško vojno mornarico 10.–11. maja 1807 v bitki pri Dardanelah. Bitka je bila velika zmaga nad Turčijo, ki jo je Senjavin ponovno premagal 19. junija 1807 v bitki pri Athosu. Po tej bitki je bil sultan prisiljen v podpis miru, s katerim se je 12. avgusta 1807 vojna z Rusijo končala. V letih 1809–1812 se je vrnil na mesto poveljnika Revelske flotilje.
V letih 1825–1827 je bil vrhovni poveljnik Baltske flote, leta 1826 pa je postal admiral.
Po Dmitriju Senjavinu sta bili poimenovani bojna ladja, splavljena leta 1892 in križarka, predana v uporabo leta 1954, pa tudi arhipelag Otoki Senjavina v Tihem oceanu, preliv na Čukotki, rti v Beringovem morju, na Sahalinu in na Kamčatki ter več ulic.